# Marpesia themistocles
Espèce
Marpesia themistocles est une espèce d'insectes lépidoptères de la famille des Nymphalidae, de la sous-famille  des Limenitidinae et du genre Marpesia.

## Dénomination
Marpesia themistocles a été décrit par Johan Christian Fabricius en 1793 sous le nom initial de Papilio themistocles.

### Noms vernaculaires
Marpesia themistocles se nomme  Norica Daggerwing en anglais.

### Sous-espèces
- Marpesia themistocles themistocles
- Marpesia themistocles norica (Hewitson, 1852); présent en Équateur, au Pérou et au Brésil[1].

## Description
Marpesia themistocles est un papillon aux ailes antérieures à bord costal bossu, apex en crochet et ailes postérieures portant chacune une longue queue.
Le dessus est marron foncé à rayures noires parallèles aux bords externes des ailes.
Le revers est orange cuivré.

## Biologie
Marpesia themistocles réside dans la canopée de la forêt tropicale humide.

### Plantes hôtes
Aucune documentation.

## Écologie et distribution
Marpesia themistocles est présent en Équateur, au Pérou et au Brésil,.

### Protection
Pas de statut de protection particulier trouvé.